# Фотопроводимость
Фотопроводи́мость — явление изменения электропроводности вещества при поглощении электромагнитного излучения, такого как видимое, инфракрасное, ультрафиолетовое или рентгеновское излучение.

## Физическая природа
Фотопроводимость свойственна полупроводникам. Электропроводность полупроводников ограничена нехваткой носителей заряда. При поглощении фотона электрон переходит из валентной зоны в зону проводимости. Как следствие образуется пара носителей заряда: электрон в зоне проводимости и дырка в валентной зоне. Оба носителя заряда при приложении к полупроводнику напряжения создают электрический ток.
При возбуждении фотопроводимости в собственном полупроводнике энергия фотона должна превышать ширину запрещенной зоны. В полупроводнике с примесями поглощение фотона может сопровождаться переходом из расположенного в запрещённой зоне уровня, что позволяет увеличить длину волны света, который вызывает фотопроводимость. Это обстоятельство важно для детектирования инфракрасного излучения. Условием высокой фотопроводимости является также большой показатель поглощения света, который реализуется в прямозонных полупроводниках.

## Применение
Явление фотопроводимости используется в датчиках света, в частности в фоторезисторах. Фотопроводимость важна также для детектирования инфракрасного излучения и применяется, например, в приборах ночного видения. Увеличение проводимости при освещении используется также в ксерографии, при которой электрические заряды стекают с засвеченных мест предварительно наэлектризованой поверхности полупроводникового барабана. Явление фотопроводимости также используется для определения электрических свойств полупроводниковых структур.